# Chocolats Peter, Cailler, Kohler, Nestlé
Pour les articles homonymes, voir Peter, Cailler, Kohler et Nestlé.
En 1904, les chocolatiers Peter et Kohler fusionnent, puis quelques années plus tard Cailler les rejoint.

En 1929, Nestlé reprend ces 3 chocolateries.